# Будинок-музей «Александру Донічі»
Будинок-музей «Александру (Алеку) Донічі» є музеєм de rang național[джерело?] із села Доніч (перейменовано на честь байкаря; у минулому — Безін). У цьому будинку народився бессарабський поет-байкар Алеку Донич. У 1977 році його оголошено музеєм. До заснування (у радянський період) будинок родини Доничі використовувався як школа.
Будинок стоїть посеред невеликого парку, а неподалік є невелика церква Доничів, збудована батьком поета, родинні могили, а також джерело «Станча», влаштоване родиною Димитрія та Олени Донічі.
Будинок-музей складається з 4 кімнат. Два з них, великий будинок і кабінет байкаря, обставлені характерними предметами XIX століття, молдовськими килимами, а також меблями в єгипетському стилі (тоді модними), підлогу викладено паркетом. Дві інші — виставкові зали, що представляють життя і творчість байкаря. У музеї також є колекція предметів побуту, серед яких лише один особистий предмет поета, що зберігся дотепер, — це зброя першої половини ХІХ ст. Зібрано колекцію видань тих часів, а також документів і зображень, які так чи інакше пов'язані з життям байкаря.